# Фінал кубка Італії з футболу 1969
Фінал Кубка Італії з футболу 1969 — фінальний груповий турнір розіграшу Кубка Італії сезону 1968—1969, в якому зустрічались «Рома», «Торіно», «Кальярі» та «Фоджа». Матчі відбулись з 30 квітня до 29 червня 1969 року.

## Шлях до фіналу
Детальніше у статті Кубок Італії з футболу 1968—1969

## Матчі

### Торіно - Фоджа
| 30 квітня 1969 |

| «Торіно»                | 2:2 | «Фоджа»             |
| ----------------------- | --- | ------------------- |
| Кареллі 60' Ферріні 64' |     | Нуті 2' Камоцці 35' |

|  |

### Фоджа - Кальярі
| 21 травня 1969 |

| «Фоджа»      | 1:1 | «Кальярі» |
| ------------ | --- | --------- |
| Гарцеллі 22' |     | Ріва 68'  |

|  |

### Рома - Кальярі
| 1 червня 1969 |

| «Рома»      | 1:1 | «Кальярі»    |
| ----------- | --- | ------------ |
| Ландіні 51' |     | Лонджоні 67' |

|  |

### Рома - Фоджа
| 4 червня 1969 |

| «Рома»                            | 3:0 | «Фоджа» |
| --------------------------------- | --- | ------- |
| Ландіні 10' Капелло 26' Пейро 42' |     |         |

|  |

### Торіно - Рома
| 8 червня 1969 |

| «Торіно»                      | 2:2 | «Рома»                  |
| ----------------------------- | --- | ----------------------- |
| Полетті 2' (пен.), 83' (пен.) |     | Скаратті 13' Дамато 46' |

|  |

### Кальярі - Торіно
| 14 червня 1969 |

| «Кальярі»             | 2:0 | «Торіно» |
| --------------------- | --- | -------- |
| Ріва 48' Лонджоні 89' |     |          |

|  |

### Фоджа - Торіно
| 19 червня 1969 |

| «Фоджа»               | 2:2 | «Торіно»                      |
| --------------------- | --- | ----------------------------- |
| Ночера 54' Майолі 83' |     | Полетті 12' (пен.) Факкін 52' |

|  |

### Кальярі - Рома
| 21 червня 1969 |

| «Кальярі» | 1:2 | «Рома»        |
| --------- | --- | ------------- |
| Ріва 44'  |     | Пейро 9', 36' |

|  |

### Кальярі - Фоджа
| 24 червня 1969 |

| «Кальярі»                     | 2:3 | «Фоджа»                                   |
| ----------------------------- | --- | ----------------------------------------- |
| Ріва 5' Бонінсенья 76' (пен.) |     | Камоцці 37' (пен.) Ролья 71' Салтутті 87' |

|  |

### Рома - Торіно
| 24 червня 1969 |

| «Рома» | 0:0 | «Торіно» |
| ------ | --- | -------- |
|        |     |          |

|  |

### Торіно - Кальярі
| 28 червня 1969 |

| «Торіно»           | 1:2 | «Кальярі»              |
| ------------------ | --- | ---------------------- |
| Дзіньйолі 63' (аг) |     | Ролья 27' Бруньєра 53' |

|  |

### Фоджа - Рома
| 29 червня 1969 |

| «Фоджа»      | 1:3 | «Рома»                     |
| ------------ | --- | -------------------------- |
| Салтутті 73' |     | Капелло 13', 46' Пейро 57' |

|  |

## Турнірна таблиця
| М  | Команда | І | В | Н | П | МЗ | МП | РМ | О |
| -- | ------- | - | - | - | - | -- | -- | -- | - |
| 1. | Рома    | 6 | 3 | 3 | 0 | 11 | 5  | +6 | 9 |
| 2. | Кальярі | 6 | 2 | 2 | 2 | 9  | 8  | +1 | 6 |
| 3. | Фоджа   | 6 | 1 | 3 | 2 | 9  | 13 | −4 | 5 |
| 4. | Торіно  | 6 | 0 | 4 | 2 | 7  | 10 | −3 | 4 |

## Склад володарів кубка,ФК «Рома»
Воротарі:
Альберто Джинулфі
П'єр Луїджі Піццабалла
Захисники:
Альдо Бет
Джакомо Лозі
Франческо Карпенетті
Франческо Каппеллі
Паоло Сірена
Серджіо Сантаріні
Франческо Скаратті
Лучано Спінозі
Півзахисники:
Віктор Бенітес
Серджо Феррарі
Фабіо Капелло
Бруно Нобілі
Лучано Джудо
Віто Дамато
Франко Кордова
Елвіо Салворі
Нападники:
Анджело Ораці
Хоакін Пейро
Лучо Бертонья
Фаусто Ландіні
Джуліано Таккола
Тренер:
Еленіо Еррера